# Jęzor Centralny
Jęzor Centralny – stacja węzłowa kolei przemysłowych w sosnowieckiej dzielnicy Jęzor, w województwie śląskim (małopolska część województwa), w Polsce; znajduje się przy ul. Plażowej, usytuowana jest na przecięciu magistrali piaskowych.       

## Opis
Stacja stanowiła centralny punkt dawnych kolei piaskowych, łączący następujące kolejowe korytarze transportowe:
- Północna Magistrala Piaskowa
- Południowa Magistrala Piaskowa
- Wschodnia Magistrala Piaskowa

W szczycie rozwoju stacja była podzielona na 3 okręgi nastawcze JCA, JCB, JCC i obsługiwana przez 5 nastawni. Okręg nastawczy / posterunek odgałęźny JCB został zlikwidowany w 2013 r. Okręg JCA jest połączony ze stacją Sosnowiec Jęzor poprzez linię kolejową nr 719.
W 2015 roku podjęto decyzję o demontażu sieci trakcyjnej.

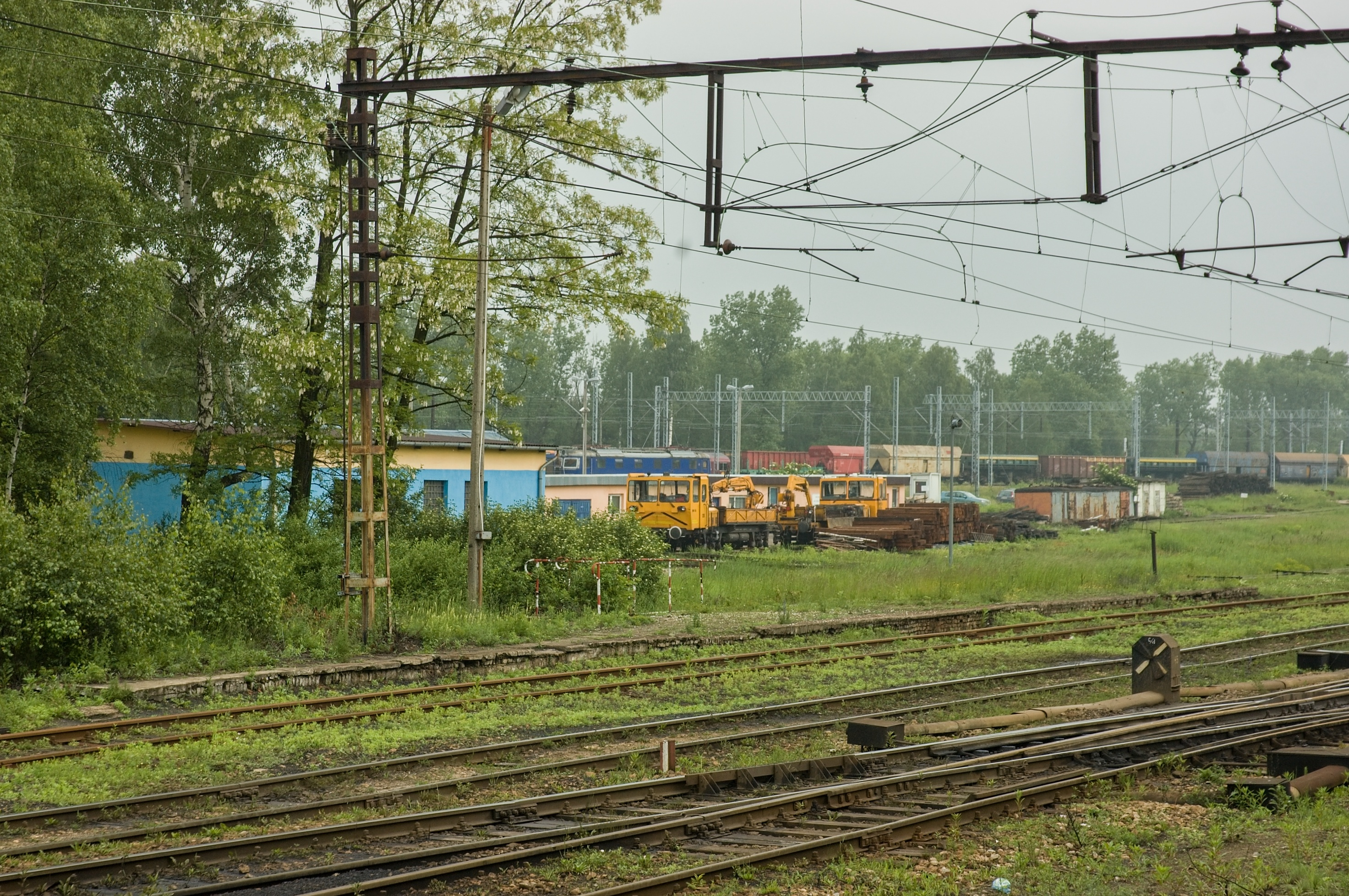
Peron w okręgu JCA